# Phubbing

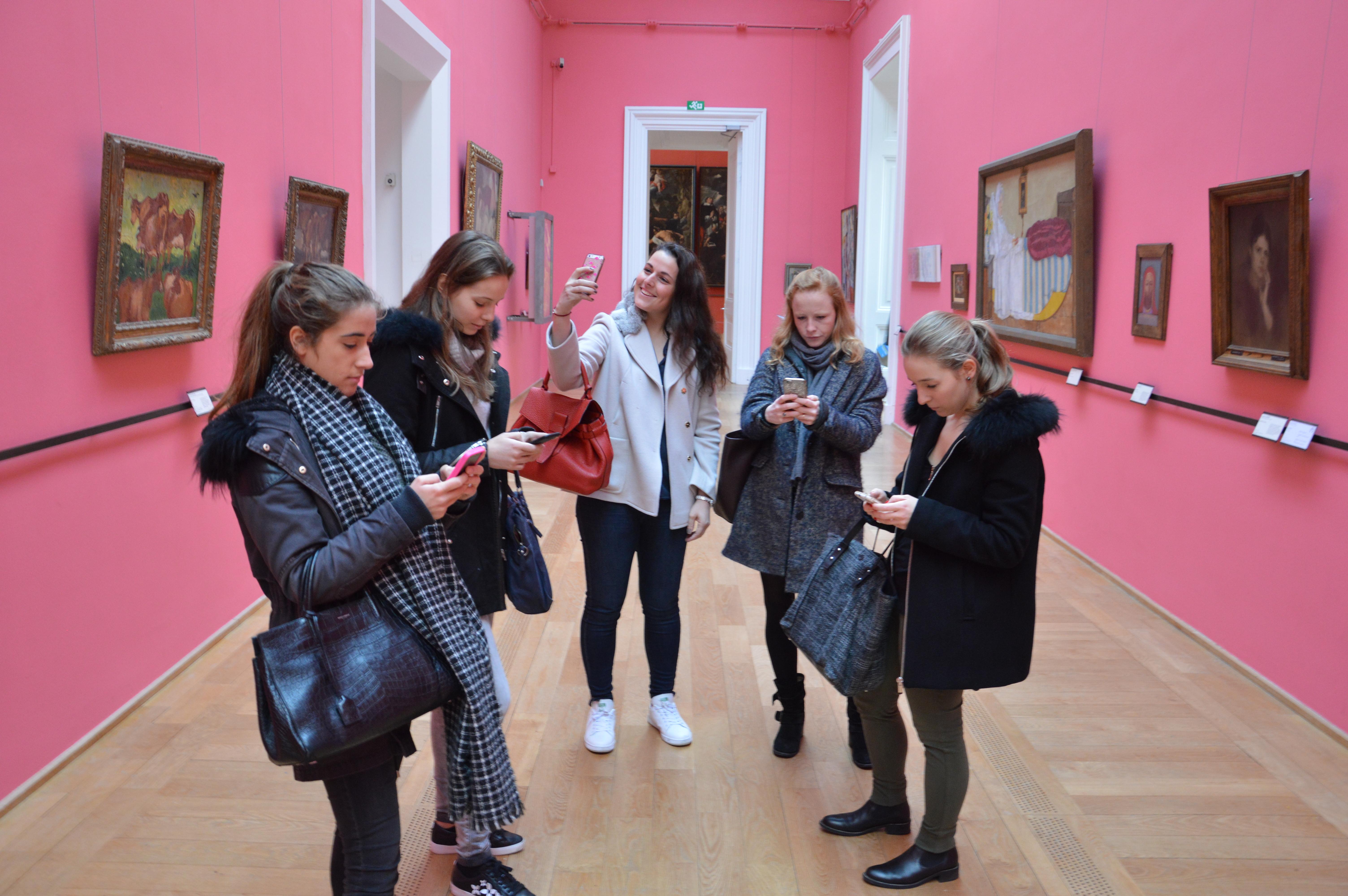
Phubbing

Phubbing je chování, kdy jedinec při setkání přehlíží jiné osoby a raději se věnuje svému mobilnímu telefonu. Tento novotvar vytvořil z anglických výrazů pro phone (telefon) a snubbing (urážení nevšímavostí) tým lexikografů, spisovatelů a básníků, které sezvala reklamní agentura McCann Melbourne v květnu 2012. Následně se pojmenování pro toto chování začalo šířit i díky antikampani, kterou vytvořil třiadvacetiletý Australan Alex Haigh, který pracoval v té reklamní agentuře.
V říjnu 2015 ve Spojených státech amerických proběhl výzkum, v němž 46,3 % respondentů tvrdilo, že jejich partneři se tak chovají a 22,6 % oslovených se svěřilo, že phubbing vyvolává v jejich vztahu problémy. Podle profesora z univerzity ve Swansea, Phila Reeda, vykazuje mnoho phubberů stejné příznaky jako narkomani – bez svého mobilního telefonu trpí abstinenčním šokem.